# 聖母無原罪主教座堂 (濟州市)
中央圣堂（韓語：중앙성당）又名圣母无原罪主教座堂（Jungang Cathedral of the Immaculate Conception of Mary），是天主教济州教区自1977年成立以来的主教座堂，位于韩国最南端的济州岛济州市，创立于1899年4月22日。現任主教為姜禹一。